# Čertovy kameny (Zlatohorská vrchovina)
Čertovy kameny jsou skalní útvar, nacházející se nad obcí Česká Ves a 3 km od města Jeseník na severním úbočí hory Zlatý chlum.[chybí lepší zdroj] Skály jsou oblíbeným cílem turistů a horolezců. V místě se také nachází stejnojmenná chata.

## Vyhlídka
Výstup na vrcholek kamenů je zajištěn řetězy. Z vrcholu můžeme pozorovat údolí říčky Bělé a také polské roviny s výhledem až k Otmuchovskému jezeru .[chybí lepší zdroj]

## Geologická charakteristika
Skalní útvar Čertovy kameny je tvořený vypreparovanou žilou žulového muskovitického pegmatitu. Skály dosahují výšky až 40 metrů a délky 100 metrů. Oblast tvoří několik skalních věží a okrajových skal. Útvar je tvořen velkými balvany s řadou mís.[chybí lepší zdroj]

## Historie
Název Čertovy kameny se váže k pověsti o vzniku tohoto místa. Kdy vdova chtěla na pozemku postavit klášter pro mnichy, ale to se nelíbilo ďáblovi, který zde žil. Ten pak rozbil to, co se zde postavilo. A z poházených kamenů vznikla tato skála.